# Francesco Polazzo
Francesco Polazzo (Venezia, 19 ottobre 1682 – Venezia, 24 marzo 1752) è stato un pittore italiano.

## Biografia
Ebbe una prima formazione artistica a Bologna, dove venne a contatto con l'arte di Carlo Cignani, Marcantonio Franceschini e Guido Reni. Nonostante ciò, al suo ritorno a Venezia si orientò decisamente verso la maniera innovativa di Sebastiano Ricci di cui si considerava allievo e di Giovanni Battista Piazzetta, amico e coetaneo e a quel tempo tra i pittori più in voga della città.
L'attività del Polazzo si svolse a Venezia,e anche in altre città sotto il dominio della Serenissima quali Bergamo e Brescia. A Brescia, in particolare, la sua presenza è collocabile tra il 1736 e il 1738. Da una sua lettera del 22 febbraio 1736 si deduce la commissione di una tela da parte delle «monache di Brescia», probabilmente quelle del monastero di Santo Spirito dove Giovanni Battista Carboni, nella sua guida della città del 1760, registrava appunto una tela del Polazzo, oggi perduta. Nel 1738 eseguì la Morte di san Giuseppe per la collegiata dei Santi Nazaro e Celso sempre a Brescia.
Una presenza più assidua del Polazzo è in realtà registrabile a Bergamo, dove introdotto da Sebastiano Ricci ha lasciato decine di opere in ambiti sia civili, sia religiosi tra cui l'Incoronazione di San Narno nella cattedrale di Bergamo e l'Adorazione dei Magi nella chiesa del Carmine, il ciclo mariano conservato nel Santuario della Madonna dei Campi di Stezzano. Di lui scrisse Gianantonio Moschini nel 1806 « ... Due sono le ragioni per cui non v'è molto di lui in pubblico, l'una che per lo più egli dipingeva per privati e per forestieri, l'altra che si occupò non poco nell'accomodare i quadri de' vecchi maestri, in che riusciva a meraviglia. Fu pure valoroso nel fare de' quadri sullo stile di Rubens, che persone amiche della pittura sui comperarono come originali, e che per tali si sostennero nelle stesse Fiandre. La sorte non fu al Polazzo seconda, giacché visse in continua povertà. Dalle lettere e dagli scritti appare come un buon uomo, amico e benvoluto dagli stessi colleghi che sovente cercano di dargli una mano, costretto a sacrificare parte della sua arte ai bisogni della numerosa famiglia, l'amico fra' Vittore Ghislandi, forse il maggiore ritrattista del Settecento, lo omaggerà di un ritratto». Egli è stato a lungo misconosciuto dalla moderna storiografia artistica, anche quando l'interesse per i pittori veneti settecenteschi di secondo piano si è ridestata da tempo: «una trascuranza motivata non soltanto dal fatto che a Venezia, in pubblico, non ci sia opera tale che dia una giusta idea del suo merito, ma anche un certo ibridismo del suo linguaggio, che ha indotto ad assegnare alcuni suoi lavori, e fra i più significativi, alla mano di altri pittori più noti».

## Stile
La vicinanza del suo stile a quello del Piazzetta ha spesso portato ad attribuire molte opere a quest'ultimo, piuttosto che al Polazzo, soprattutto in caso di letture critiche superficiali. Ciò è dovuto anche al fatto che «... fu un ecclettico, che si servì di molti elementi linguistici per la formazione di una professionalità adatta alle esigenze della committenza religiosa»; «Artista dotato di forte nerbo, di notevole efficacia espressiva, di bella e complessa cultura  […]». 
La lezione del suo grande maestro influenzerà composizioni e dettagli della quasi totalità delle sue opere, fino alla tarda maturità. Non minore eco avrà sempre la formazione bolognese con le complesse composizioni cromatiche che, accostata alla solarità veneziana, darà come risultato dipinti di grandi effetti coloristici, dagli accostamenti ricercati.

## Opere

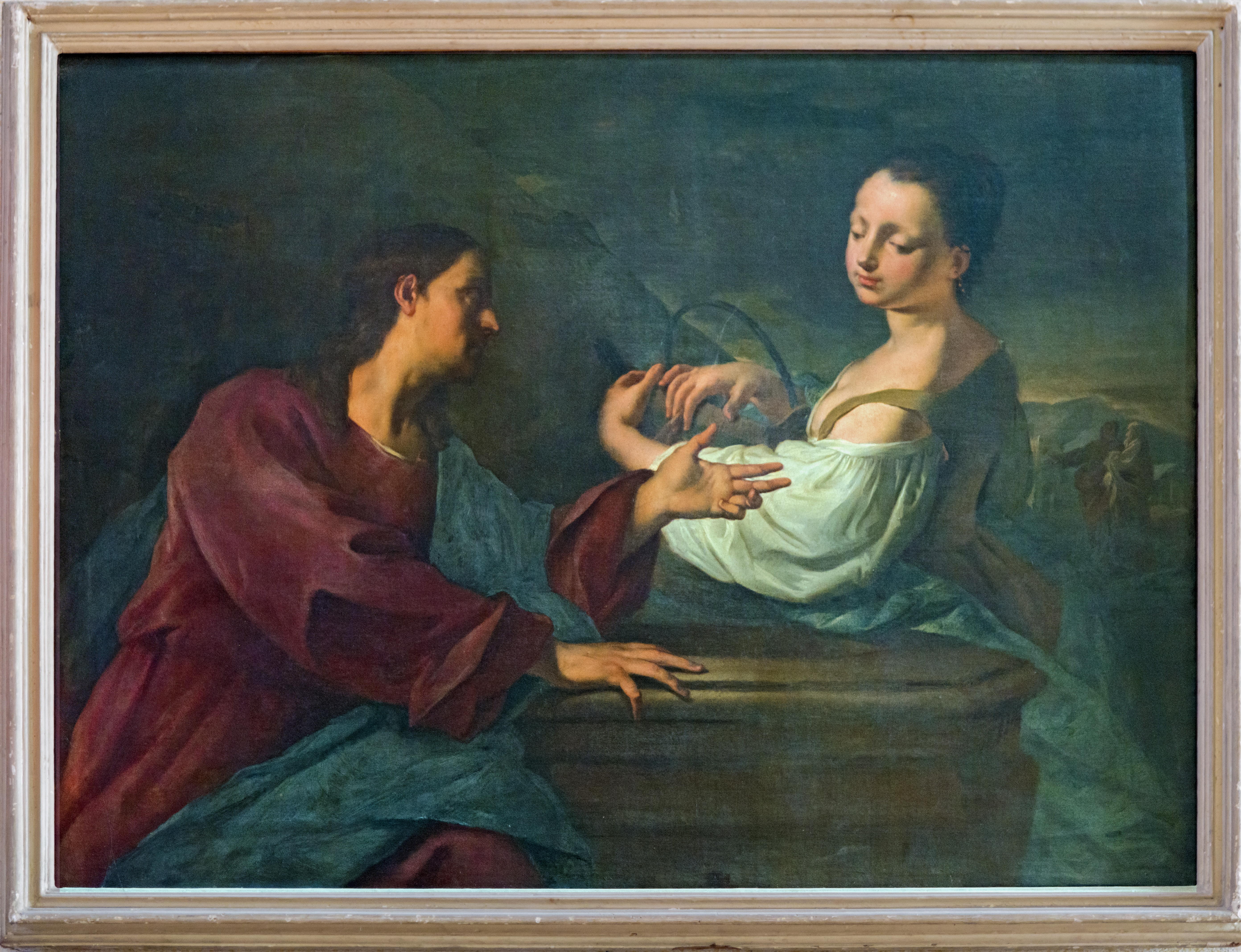
Rebecca al pozzo, 1715-1720, Venezia, Chiesa di San Francesco della Vigna

- Rebecca al pozzo, 1715-1720, Venezia, Chiesa di San Francesco della VignaRebecca al pozzo, 1715-1720, Venezia, Chiesa di San Francesco della Vigna
- Morte di san Giuseppe, 1731-1737, Bergamo, Duomo.
- Morte di san Giuseppe, 1738, Brescia, collegiata dei Santi Nazaro e Celso.
- Presentazione di Maria al tempio, Sposalizio della Vergine, Visitazione e Natività di Gesù, 1750 circa, Stezzano, santuario della Madonna dei Campi[5].
- Madonna appare alla Maddalena e a sant'Antonio, Bergamo, chiesa di San Giuseppe[6].
- Adorazione Dei Magi, 1735-38, collezione privata[7].
- Madonna in gloria col Bambino, santi Giovannino, Fermo e Rustico, angeli e il donatore Giovanni Pesenti, chiesa della Natività di Maria Vergine e Santi Fermo e Rustico, Sombreno
- San Mauro guarisce un fanciullo zoppo e muto imponendo la stola diaconale, 1735, (235x172) parrocchia dei Santi Pietro e Paolo, Levate
- Le scienze e le arti alludono all'immortalità, 1735-1737, collezione privata[7].
- Madonna col Bambino in gloria e angeli, collezione privata[7].
- Morte di Francesco Saverio, collezione privata[7].
- La crocefissione, chiesa di Santa Caterina[8].

- Soffitto già di palazzo Nani nel museo del Settecento a Ca' Rezzonico<ref>(EN) Save Venice Inc. | Dedicated to preserving the artistic heritage of Venice, su Save Venice Inc. | Dedicated to preserving the artistic heritage of Venice. URL consultato il 1º gennaio 2025.</ref>

Soffitto già di palazzo Nani nel museo del Settecento a Ca' Rezzonico></ref>
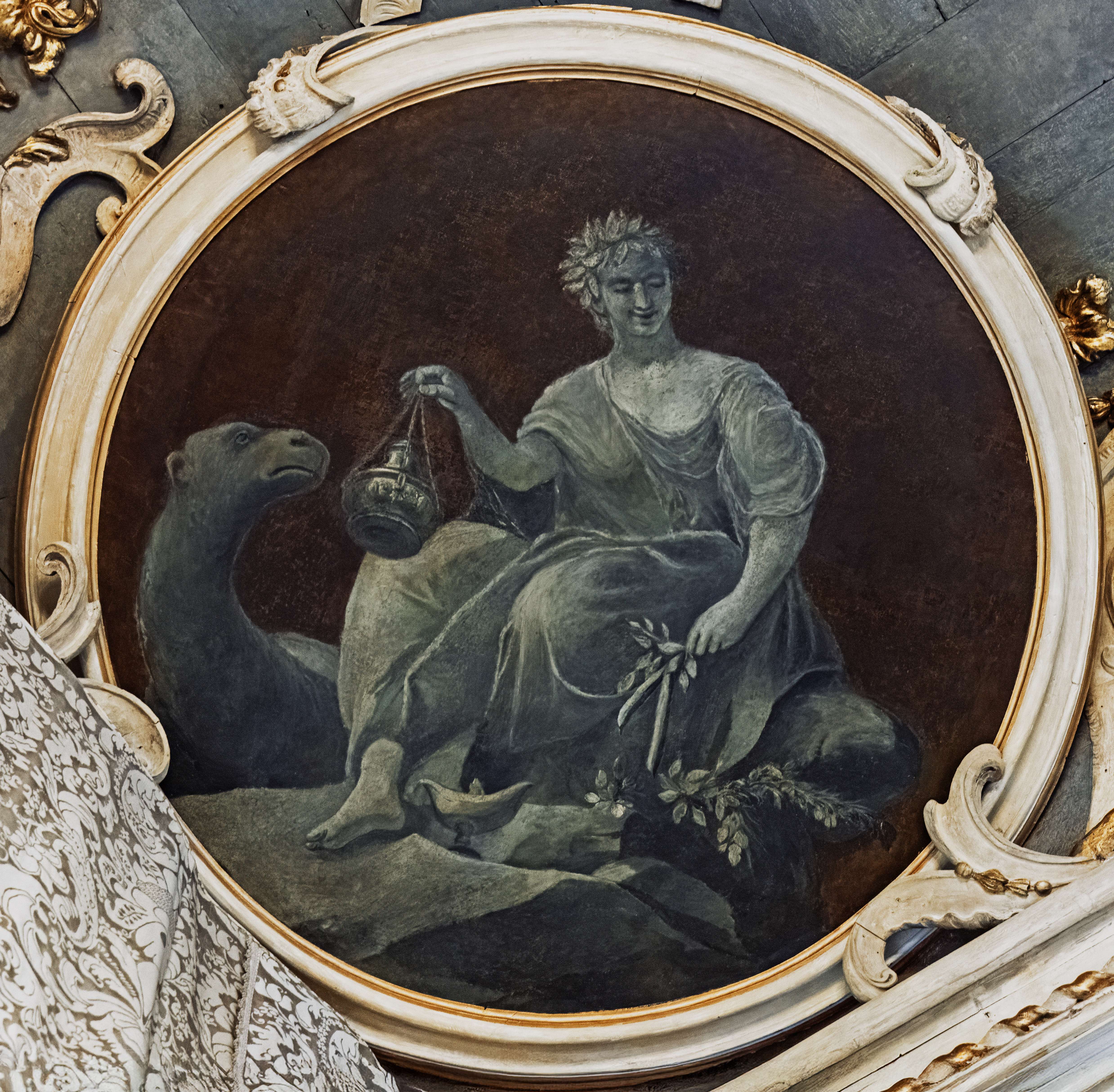
Africa
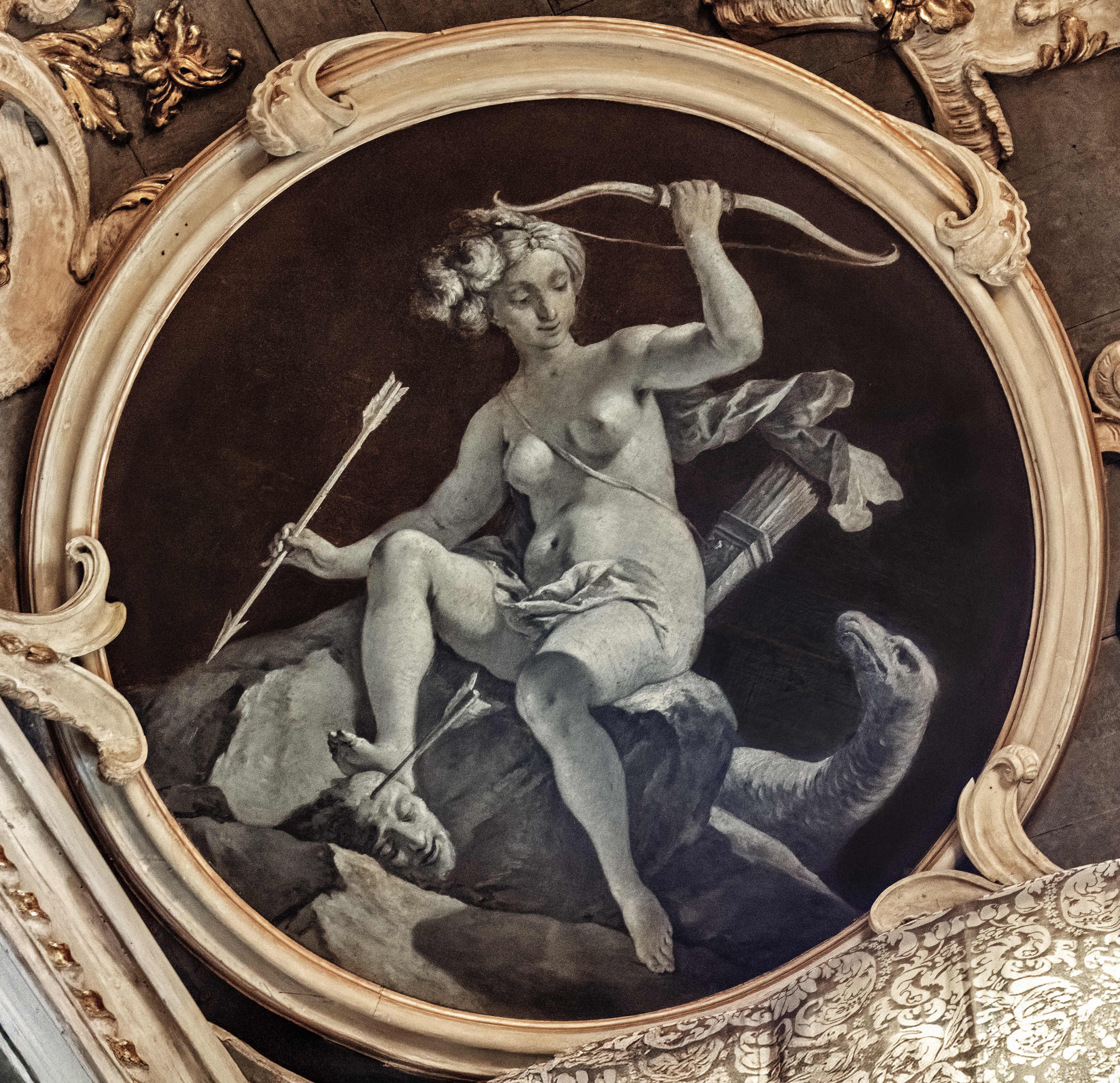
America
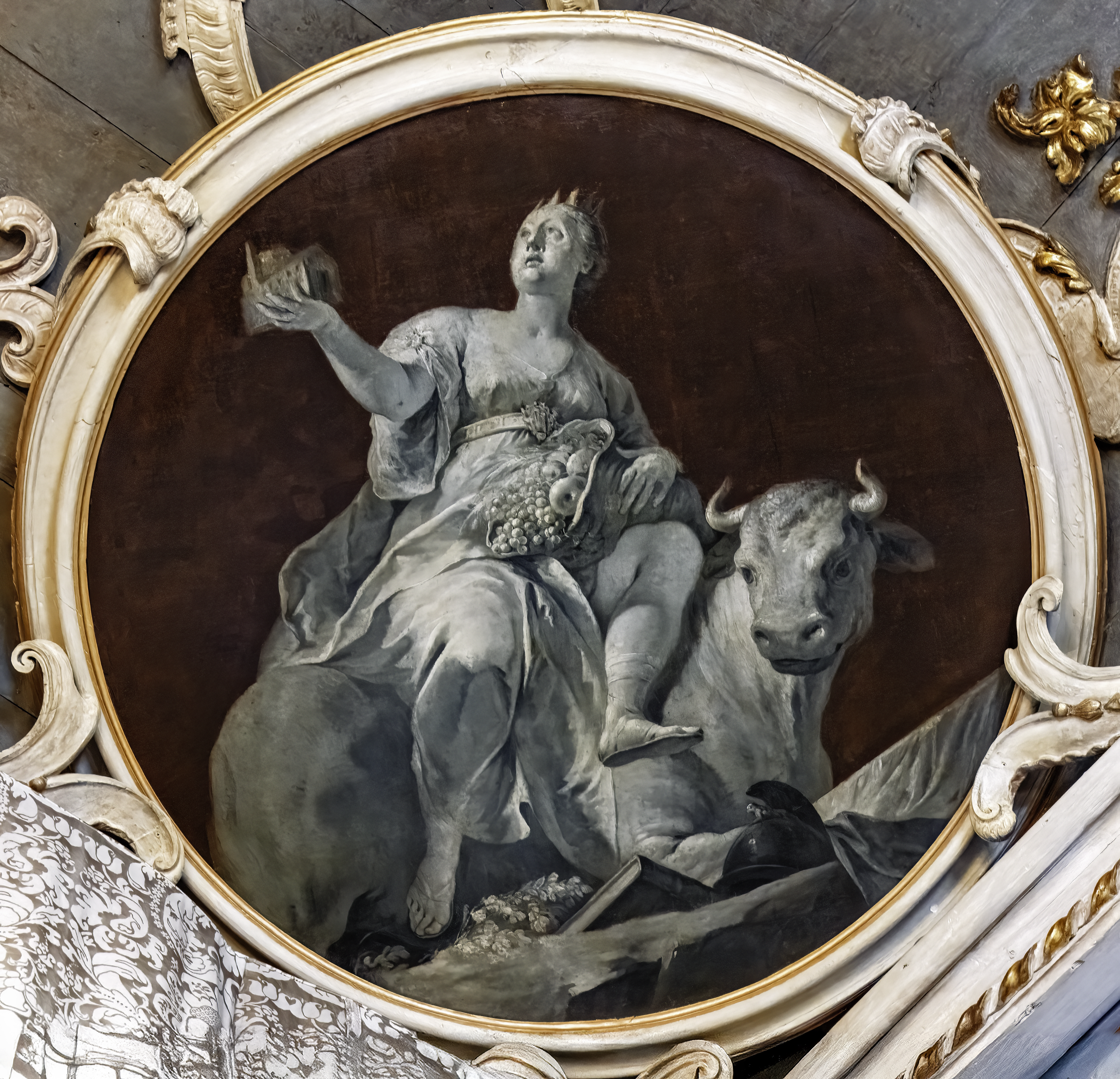
Europa
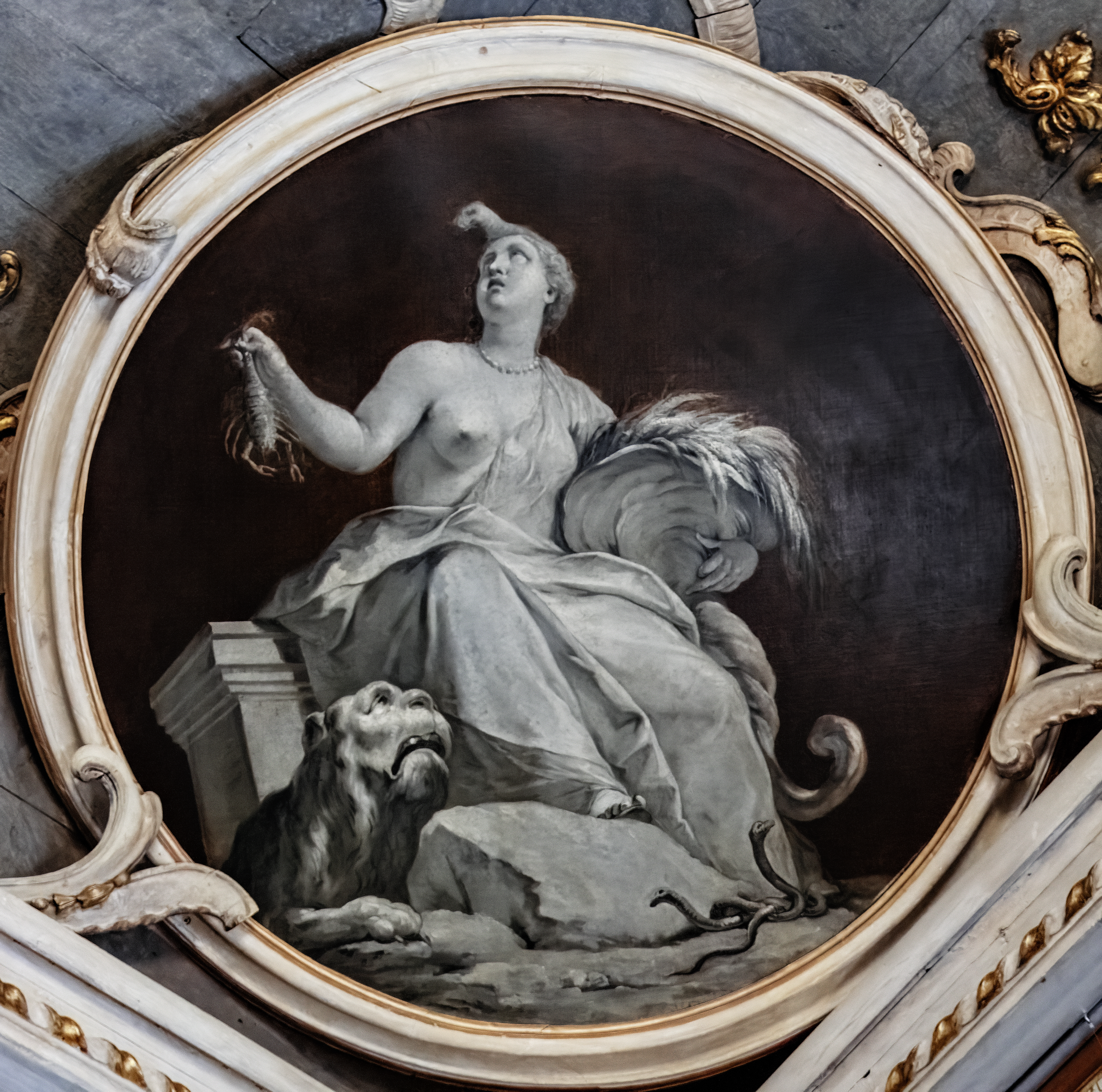
Asia